# 조선연극문화협회
조선연극문화협회(朝鮮演劇文化協會)는 일제강점기 말기에 조직된 연극인 단체이다. 태평양 전쟁 시기의 신체제에 협조하기 위하여 기존의 조선연극협회와 조선연예협회를 통합하여 창설된 대규모 단체였다.

## 개요
1942년 7월에 16개 연극 단체가 가입된 조선연극협회와 11개 연예 단체가 가입된 조선연예협회를 통합하여 발족했다. 조선연예협회는 악극단과 창극단, 곡마단 등이 구성한 단체였다. 주요 활동은 이동극단을 동원하여 순회공연을 펼치고, 세 차례 연극경연대회를 개최하여 친일성이 강한 연극을 공연한 것이다.
일반 연극, 악극, 창극, 곡마단 공연 등 연극과 관련된 모든 문화 활동을 일원화하여 관리하고 통제하기 위해 창립된 단체였다. 발족과 함께 조직을 재정비하여 조선연예협회 소속 창극단과 곡마단은 통폐합되고, 악극단은 제1악극대로 통합되었다. 조선연극협회 소속 극단도 통폐합하여 정리했다. 조선연극협회와 조선연예협회 소속이었던 이동극단과 이동연예대도 각각 이동극단 제1대와 제2대로 개편되었다.
이 단체의 목적은 "황국신민으로서의 수련을 기초하고 일본 국민문화의 진전에 필요한 연극연예의 기능을 연마하며, 다함께 국민의식의 앙양과 일반 문화수준의 향상"을 꾀하는 것으로 발표되었다. 1945년 8월에 태평양 전쟁이 종전되면서 해체되었다.

## 주요 활동
- 1942년 : 이동극단 전국 순회공연 시작
- 1942년 8월 13일 : '독자위안 명창명무 대연예대회' 공연 (경성부 부민관)
- 1942년 9월 ~ 11월 : 제1회 연극공연대회 개최
- 1942년 12월 : 이동극단 제2대 평안북도 순회공연
- 1943년 2월 : 창극단체 합동 공연
- 1943년 3월 20일 : 이동극단 제1대 조선예술상 수상
- 1943년 4월 17일 : 조선문인보국회발회식 축하공연
- 1943년 5월 : 연극인 성지참배
- 1943년 6월 23일 : '미영격멸 전의앙양대회' 개최
- 1943년 9월 ~ 12월 : 제2회 연극공연대회 개최
- 1943년 12월 12일 : '문화단체 결의선양대회' 참가 (조선신궁)
- 1944년 10월 12일 ~ 10월 13일 : '연극인총궐기 예능제' 개최 - 《분노의 아세아》 공연
- 1945년 1월 ~ 3월 : 제3회 연극공연대회 개최

## 같이 보기
- 조선연극협회
- 조선연예협회

## 참고 자료
- 친일인명사전편찬위원회 (2004년 12월 27일). 《일제협력단체사전 - 국내 중앙편》. 서울: 민족문제연구소. 733~737쪽쪽. ISBN 8995330724.